# La Mort dans les nuages (téléfilm)
Pour le roman, voir La Mort dans les nuages.
La Mort dans les nuages (Death in the Clouds) est un téléfilm britannique de la série télévisée Hercule Poirot, réalisé par Stephen Whittaker, sur un scénario de William Humble, d'après le roman La Mort dans les nuages, d'Agatha Christie.
Ce téléfilm, qui constitue le 32e épisode de la série, a été diffusé pour la première fois le 12 janvier 1992 sur le réseau d'ITV.

## Synopsis
Dans un avion qui le ramène en Angleterre après un séjour à Paris, Poirot s'endort. Bien dommage pour lui car pendant son sommeil Mme Giselle est tuée par un dard empoisonné. La victime était une femme qui avait beaucoup d'ennemis. Les suspects ne manquent donc pas, même parmi les passagers : Lady Horbury (que la victime faisait chanter) ou Daniel Clancy (qui possède une sarbacane susceptible d'avoir été utilisée). Aidée de Jane Grey, l’hôtesse de l'air, Poirot va avoir du travail pour trouver le meurtrier.

## Fiche technique
- Titre français : La Mort dans les nuages
- Titre original : Death in the Clouds
- Réalisation : Stephen Whittaker
- Scénario : William Humble, d'après le roman La Mort dans les nuages (Death in the Clouds) (1935) d'Agatha Christie
- Direction artistique : Christopher Hardinge
- Décors : Mike Oxley
- Costumes : Barbara Kronig
- Photographie : Ivan Strasburg
- Montage : Max Lemon
- Musique originale : Christopher Gunning
- Casting : Rebecca Howard et Kate Day
- Production : Brian Eastman
  - Production exécutive : Nick Elliott
- Sociétés de production : Carnival Films, London Weekend Television
- Durée : 100 minutes
- Pays d'origine :  Royaume-Uni
- Langue originale : Anglais
- Genre : Policier
- Ordre dans la série : 32e - (2e épisode de la saison 4)
- Première diffusion :
  -  Royaume-Uni : 12 janvier 1992

## Distribution
- David Suchet (VF : Roger Carel) : Hercule Poirot
- Philip Jackson (VF : Claude d'Yd) : Inspecteur-chef James Japp
- Sarah Woodward : Jane Grey (l'hôtesse de l'air)
- Shaun Scott : Norman Gale
- Cathryn Harrison : Lady Horbury
- David Firth : Lord Horbury
- Amanda Royle : Venetia Kerr
- Richard Ireson : l'inspecteur Fournier
- Jenny Downham : Anne Giselle
- Eve Pearce : Madame Giselle
- Roger Heathcott : Daniel Clancy
- Guy Manning : Jean Dupont
- Gabrielle Lloyd : Elise (la domestique de Mme Giselle)
- John Bleasdale : Mitchell (le steward)
- Harry Audley : Raymond Barraclough
- Yves Aubert : un employé de la compagnie aérienne
- George Rossi : Zeropoulos
- Nick Mercer : un policier
- Hilary Waters : la réceptionniste
- Hana Maria Pravda : la concierge
- Raymond Sawyer : un employé de l'hôtel
- Russell Richardson : un conseiller municipal

## Anecdotes
Quelques scènes ont été tournées à Paris, au Théâtre des Champs-Élysées transformé en hôtel de luxe art-déco. D'autres scènes ont été tournées au Palais de Tokyo, au Palais de la Porte-Dorée, à l'Aérodrome du Bourget et au Cimetière de Passy. 